# Боган, Люсиль
Люсиль Боган (англ. Lucille Bogan, 1 апреля 1897, Эймори, Миссисипи — 10 августа 1948, Лос-Анджелес, Калифорния) — американская певица и автор песен. Она также записывалась под псевдонимом Бесси Джексон (англ. Bessie Jackson). Музыкальный критик Эрнест Борнеман заявил, что Боган была одной из «большой троицы блюзовых исполнителей», наряду с Ма Рейни и Бесси Смит.

## Биография
Люсиль Боган родилась у Люсиль Андерсон в Амори, штат Миссисипи, и выросла в Бирмингеме, штат Алабама. В 1914 году она вышла замуж за Назарета Ли Богана, железнодорожника, и в 1915 или 1916 году родила сына Назарета-младшего. Позже она развелась с Боганом и вышла замуж за Джеймса Спенсера, который был на 22 года моложе её.
Впервые она записала водевильские песни для Okeh Records в Нью-Йорке в 1923 году вместе с пианистом Генри Калленом. Позже в том же году она записала «Pawn Shop Blues» в Атланте, штат Джорджия; это был первый случай, когда исполнитель чёрного блюза был записан за пределами Нью-Йорка или Чикаго.
К 1930 году многие её песни затрагивали темы употребления алкоголя и секса, такие как «Sloppy Drunk Blues». Многие песни Боган, большинство из которых она написала сама, имеют слегка завуалированные юмористические сексуальные отсылки. В частности, тема проституции фигурировала в нескольких её записях.
В 1933 году она вернулась в Нью-Йорк и, видимо, чтобы скрыть свою личность, начала записываться как Бесси Джексон для лейбла Banner ARC.